# Bruno Thiry
Bruno Thiry (ur. 8 października 1962 w Saint-Vith) – belgijski kierowca rajdowy. W swojej karierze zaliczył 73 występy w Rajdowych Mistrzostwach Świata, pięciokrotnie stawał na podium. Był mistrzem Europy w 2003 roku.
W 1989 roku Thiry zadebiutował w Rajdowych Mistrzostwach Świata. Pilotowany przez Dany’ego Delvauxa i jadący Audi 90 Quattro zajął wówczas 13. miejsce w Rajdzie Grecji. W 1992 roku po raz pierwszy w karierze stanął na podium w rajdzie mistrzostw świata – w Rajdzie Wybrzeża Kości Słoniowej. Zajął wówczas drugie miejsce za Kenjiro Shinozuką. Łącznie wystartował w 73 rajdach mistrzostw świata, w większości z pilotem Stéphane’em Prévotem. Pięciokrotnie stawał na podium, w tym dwukrotnie w Rajdzie Wielkiej Brytanii. Zdobył łącznie 173 punkty w mistrzostwach świata. W 1994 roku został członkiem zespołu Forda i startował samochodem Ford Escort RS Cosworth. Zajął wówczas 5. miejsce w mistrzostwach, najwyższe w swojej karierze. W zespole Forda jeździł do końca 1998 roku, a w 1999 roku stał się trzecim fabrycznym kierowcą Subaru obok Richarda Burnsa i Juhy Kankkunena. W sezonie 2000 startował Citroënem Xsarą Kit Car w kilku rajdach zaliczanych do Rajdowych Mistrzostw Europy, gdzie wywalczył ostatecznie wicemistrzostwo. Z kolei w 2001 roku startował w Škodzie Octavii WRC.
W 2003 roku Thiry wywalczył wraz z pilotem Jeanem-Markiem Fortinem tytuł mistrza Europy w rajdach za kierownicą Peugeota 206 WRC. W tamtej edycji zwyciężył w 4 rajdach: Rajdzie Turcji, Rajdzie Bułgarii, Rajdzie Ypres, Rajdzie Elpa i Rajdzie d’Antibes. Z kolei w 2004 roku zajął 3. miejsce w mistrzostwach Europy. Od 2005 roku Thiry sporadycznie startuje w imprezach rajdowych.

## Występy w mistrzostwach świata
| Rok  | Rajd                          | Pilot           | Samochód                | Pozycja      |
| ---- | ----------------------------- | --------------- | ----------------------- | ------------ |
| 1989 | Rajd Grecji                   | Dany Delvaux    | Audi 90 Quattro         | 13. miejsce  |
| 1991 | Rajd Korsyki                  | Stéphane Prévot | Opel Kadett GSI 16V     | nie ukończył |
| 1991 | Rajd San Remo                 | Stéphane Prévot | Opel Kadett GSI 16V     | 12. miejsce  |
| 1992 | Rajd Korsyki                  | Stéphane Prévot | Opel Calibra 16V        | nie ukończył |
| 1992 | Rajd San Remo                 | Stéphane Prévot | Opel Calibra 16V        | 9. miejsce   |
| 1992 | Rajd Wybrzeża Kości Słoniowej | Stéphane Prévot | Opel Kadett GSI 16V     | 2. miejsce   |
| 1993 | Rajd Monte Carlo              | Stéphane Prévot | Opel Astra GSI 16V      | 8. miejsce   |
| 1993 | Rajd Portugalii               | Stéphane Prévot | Opel Astra GSI 16V      | 10. miejsce  |
| 1993 | Rajd Korsyki                  | Stéphane Prévot | Opel Astra GSI 16V      | nie ukończył |
| 1993 | Rajd Grecji                   | Stéphane Prévot | Opel Astra GSI 16V      | nie ukończył |
| 1993 | Rajd Finlandii                | Stéphane Prévot | Opel Astra GSI 16V      | 18. miejsce  |
| 1993 | Rajd San Remo                 | Stéphane Prévot | Opel Astra GSI 16V      | 5. miejsce   |
| 1993 | Rajd Katalonii                | Stéphane Prévot | Opel Astra GSI 16V      | 7. miejsce   |
| 1994 | Rajd Monte Carlo              | Stéphane Prévot | Ford Escort RS Cosworth | 6. miejsce   |
| 1994 | Rajd Portugalii               | Stéphane Prévot | Ford Escort RS Cosworth | nie ukończył |
| 1994 | Rajd Korsyki                  | Stéphane Prévot | Ford Escort RS Cosworth | 6. miejsce   |
| 1994 | Rajd Argentyny                | Stéphane Prévot | Ford Escort RS Cosworth | 4. miejsce   |
| 1994 | Rajd Finlandii                | Stéphane Prévot | Ford Escort RS Cosworth | nie ukończył |
| 1994 | Rajd San Remo                 | Stéphane Prévot | Ford Escort RS Cosworth | 4. miejsce   |
| 1994 | Rajd Wielkiej Brytanii        | Stéphane Prévot | Ford Escort RS Cosworth | 3. miejsce   |
| 1995 | Rajd Monte Carlo              | Stéphane Prévot | Ford Escort RS Cosworth | 5. miejsce   |
| 1995 | Rajd Szwecji                  | Stéphane Prévot | Ford Escort RS Cosworth | 6. miejsce   |
| 1995 | Rajd Portugalii               | Stéphane Prévot | Ford Escort RS Cosworth | 6. miejsce   |
| 1995 | Rajd Korsyki                  | Stéphane Prévot | Ford Escort RS Cosworth | nie ukończył |
| 1995 | Rajd Nowej Zelandii           | Stéphane Prévot | Ford Escort RS Cosworth | nie ukończył |
| 1995 | Rajd Australii                | Stéphane Prévot | Ford Escort RS Cosworth | 6. miejsce   |
| 1995 | Rajd Katalonii                | Stéphane Prévot | Ford Escort RS Cosworth | nie ukończył |
| 1995 | Rajd Wielkiej Brytanii        | Stéphane Prévot | Ford Escort RS Cosworth | 5. miejsce   |
| 1996 | Rajd Grecji                   | Stéphane Prévot | Ford Escort RS Cosworth | 6. miejsce   |
| 1996 | Rajd Argentyny                | Stéphane Prévot | Ford Escort RS Cosworth | 5. miejsce   |
| 1996 | Rajd Finlandii                | Stéphane Prévot | Ford Escort RS Cosworth | 11. miejsce  |
| 1996 | Rajd Australii                | Stéphane Prévot | Ford Escort RS Cosworth | 6. miejsce   |
| 1996 | Rajd San Remo                 | Stéphane Prévot | Ford Escort RS Cosworth | 3. miejsce   |
| 1996 | Rajd Katalonii                | Stéphane Prévot | Ford Escort RS Cosworth | 3. miejsce   |
| 1996 | Rajd Katalonii                | Stéphane Prévot | Seat Ibiza GTI 16V      | nie ukończył |
| 1997 | Rajd Wielkiej Brytanii        | Stéphane Prévot | Ford Escort WRC         | nie ukończył |
| 1998 | Rajd Monte Carlo              | Stéphane Prévot | Ford Escort WRC         | 6. miejsce   |
| 1998 | Rajd Szwecji                  | Stéphane Prévot | Ford Escort WRC         | 8. miejsce   |
| 1998 | Rajd Katalonii                | Stéphane Prévot | Ford Escort WRC         | nie ukończył |
| 1998 | Rajd Korsyki                  | Stéphane Prévot | Ford Escort WRC         | 5. miejsce   |
| 1998 | Rajd Argentyny                | Stéphane Prévot | Ford Escort WRC         | nie ukończył |
| 1998 | Rajd Grecji                   | Stéphane Prévot | Ford Escort WRC         | nie ukończył |
| 1998 | Rajd Nowej Zelandii           | Stéphane Prévot | Ford Escort WRC         | nie ukończył |
| 1998 | Rajd Finlandii                | Stéphane Prévot | Ford Escort WRC         | 10. miejsce  |
| 1998 | Rajd San Remo                 | Stéphane Prévot | Ford Escort WRC         | 6. miejsce   |
| 1998 | Rajd Australii                | Stéphane Prévot | Ford Escort WRC         | 7. miejsce   |
| 1998 | Rajd Wielkiej Brytanii        | Stéphane Prévot | Ford Escort WRC         | 3. miejsce   |
| 1999 | Rajd Monte Carlo              | Stéphane Prévot | Subaru Impreza WRC      | 5. miejsce   |
| 1999 | Rajd Szwecji                  | Stéphane Prévot | Subaru Impreza WRC      | 10. miejsce  |
| 1999 | Rajd Safari                   | Stéphane Prévot | Subaru Impreza WRC      | nie ukończył |
| 1999 | Rajd Portugalii               | Stéphane Prévot | Subaru Impreza WRC      | 6. miejsce   |
| 1999 | Rajd Katalonii                | Stéphane Prévot | Subaru Impreza WRC      | 7. miejsce   |
| 1999 | Rajd Korsyki                  | Stéphane Prévot | Subaru Impreza WRC      | nie ukończył |
| 1999 | Rajd Wielkiej Brytanii        | Stéphane Prévot | Škoda Octavia WRC       | 4. miejsce   |
| 2000 | Rajd Monte Carlo              | Stéphane Prévot | Toyota Corolla WRC      | 5. miejsce   |
| 2001 | Rajd Monte Carlo              | Stéphane Prévot | Škoda Octavia WRC       | 8. miejsce   |
| 2001 | Rajd Szwecji                  | Stéphane Prévot | Škoda Octavia WRC       | 10. miejsce  |
| 2001 | Rajd Portugalii               | Stéphane Prévot | Škoda Octavia WRC       | nie ukończył |
| 2001 | Rajd Katalonii                | Stéphane Prévot | Škoda Octavia WRC       | 10. miejsce  |
| 2001 | Rajd Argentyny                | Stéphane Prévot | Škoda Octavia WRC       | nie ukończył |
| 2001 | Rajd Cypru                    | Stéphane Prévot | Škoda Octavia WRC       | 8. miejsce   |
| 2001 | Rajd Grecji                   | Stéphane Prévot | Škoda Octavia WRC       | 10. miejsce  |
| 2001 | Rajd Safari                   | Stéphane Prévot | Škoda Octavia WRC       | nie ukończył |
| 2001 | Rajd Finlandii                | Georges Biar    | Škoda Octavia WRC       | 18. miejsce  |
| 2001 | Rajd San Remo                 | Stéphane Prévot | Škoda Octavia WRC       | 13. miejsce  |
| 2001 | Rajd Korsyki                  | Stéphane Prévot | Škoda Octavia WRC       | nie ukończył |
| 2001 | Rajd Wielkiej Brytanii        | Stéphane Prévot | Škoda Octavia WRC       | 8. miejsce   |
| 2002 | Rajd Monte Carlo              | Stéphane Prévot | Peugeot 206 WRC         | 11. miejsce  |
| 2002 | Rajd Korsyki                  | Stéphane Prévot | Peugeot 206 WRC         | nie ukończył |
| 2002 | Rajd Katalonii                | Stéphane Prévot | Peugeot 206 WRC         | nie ukończył |
| 2002 | Rajd Grecji                   | Stéphane Prévot | Peugeot 206 WRC         | 12. miejsce  |
| 2002 | Rajd Niemiec                  | Stéphane Prévot | Peugeot 206 WRC         | 5. miejsce   |
| 2002 | Rajd San Remo                 | Stéphane Prévot | Peugeot 206 WRC         | 13. miejsce  |